# 埃利森·库尔特
Alyson Court是一位加拿大女演员，其处女作是1985年的儿童电影《Sesame Street Presents Follow That Bird》。1993至2003年，她在加拿大儿童剧《The Big Comfy Couch》中出演主角小丑Loonette。Alyson还是唯一为《生化危机系列》中克莱尔·雷德菲尔德配音的演员，在《生化危机2》、《生化危机：圣女密码》和《生化危机：恶化》中出场。2003年她重回该游戏系列，但并不是为克莱尔配音，而是指导外传《生化危机：逃出生天》中的画外音和部分动态捕捉。